# Улица Героев Хасана (Владивосток)
Улица Героев Хасана — улица в Первомайском районе Владивостока.

## История
Улица Героев Хасана названа в честь участников боёв у озера Хасан, которые произошли в 1938 году. Это название было присвоено улице в память о мужестве и героизме советских воинов, сражавшихся против японских войск на Дальнем Востоке. 
Во Владивостоке конкретная дата основания улицы не указана. Есть предположения что дата основания 1956 год

## Инфраструктура
Улица Героев Хасана во Владивостоке, расположенная в Первомайском районе, имеет следующую инфраструктуру: жилые дома, детский сад и детский центр развития. В частности, по адресу Героев Хасана, 6 находится 9-этажный жилой дом, построенный в 1976 году, с одним подъездом и одним лифтом. Рядом с домом на Героев Хасана, 34 есть детский центр развития "Планета знаний", детский сад №49 "Улыбка" и детский клуб "Лиса Алиса". 

## Транспорт
На улице Героев Хасана во Владивостоке останавливаются автобусы маршрутов №№ 7, 31, 45, 49, 57, 59, 60, 62, 81, 99, 106, 112, 13, 107, 111, 114т, а также 16ц, 5, 90, 95, 66.  

## Происшествия
На улице Героев Хасана во Владивостоке, по сообщениям, произошел пожар в заброшенном здании. Возгорание произошло в 1:28 ночи, и пожарные прибыли на место через 8 минут, локализовав пожар в 1:46 и полностью потушив его к 2:22.
Ранее, на улице Героев Хасана, в районе бухты Десантная, произошли два взрыва. Причиной взрывов стало воспламенение баллонов с пропан-бутановой смесью в одной из машин.